# Jaraczewo, Jarocin County
Jaraczewo [jaraˈt͡ʂɛvɔ] (tiếng Đức: Jaratschewo, 1939-45: Obragrund) là một thị trấn thuộc Hạt Jarocin, Voivodeship Greater Ba Lan, ở phía tây trung tâm Ba Lan. Đó là vị trí của gmina (khu hành chính) được gọi là Gmina Jaraczewo. Nó nằm cách Jarocin khoảng 14 kilômét (9 mi) về phía tây và cách thủ phủ của khu vực Poznań 55 km (34 mi) về phía đông nam.
Thị trấn có dân số là 1.392 người.
Vào ngày 9/2/1945, chiếc máy bay B-17G của Mỹ bị rơi gần thị trấn khi cố gắng tiến đến lãnh thổ do Liên Xô kiểm soát, sau khi va chạm trên không trong nhiệm vụ ném bom ở Đức.

## Tham khảo

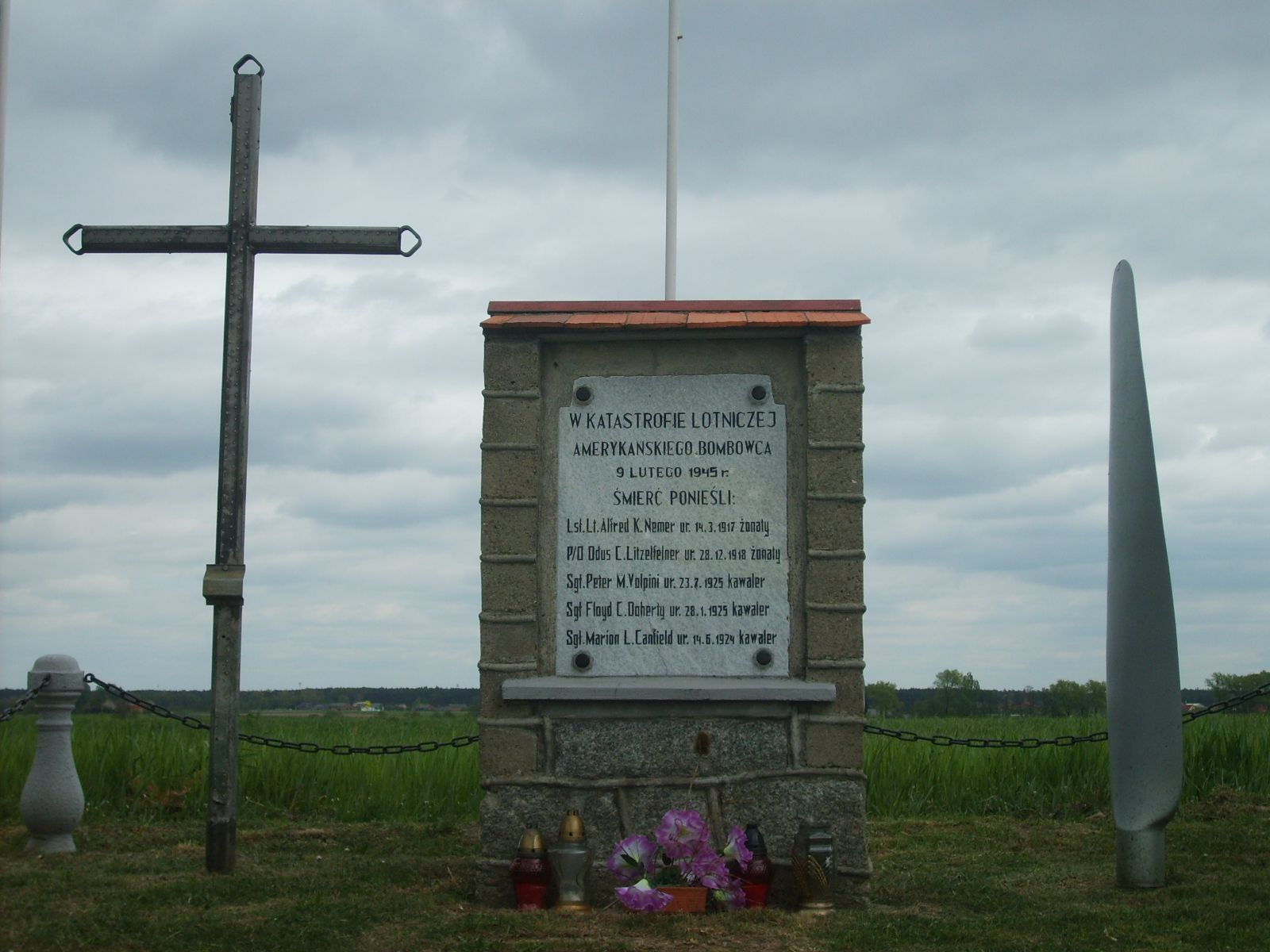
Đài tưởng niệm tại nơi xảy ra tai nạn máy bay (ngày 9/2/1945).